# Siale ʻAtaongo Kaho
Siale ʻAtaongo Kaho (Niutōua, Tonga, 15. siječnja 1952.) poznatiji kao Lord Tuʻivakanō je premijer Tonge od 22. prosinca 2010. pa do 30. prosinca 2014. godine.

## Ime
Kada je premijeru Tonge 1986. umro otac, premijer koji se tada zvao Siale ʻAtaongo Kaho je naslijedio tradicionalni tongaški plemeniti naslov Tuʻivakanō. Kao što je uobičajeno na Tongi, njegovo krsno ime se više ne koristi nego novododijeljeni naziv. Kao formalni naziv može se koristiti i naziv Eiki nōpele Tuʻivakanō dok se u inozemstvu (ne i na Tongi) koristi ime Siale ʻAtaongo Tuʻivakanō.

## Obrazovanje
Lord Tuʻivakanō je svoje obrazovanje započeo početkom 1960-ih. 1964. se upisao na Wesley College a 1971. je započeo sa sveučilišnim obrazovanjem. U razdoblju od 1972. do 1974. studirao je na Ardmore Teacher's College nakon čega je stekao učiteljsku diplomu.
Nakon toga vratio se u Tongu gdje je započeo učiteljsku karijeru u tamošnjim srednjim školama ali je ubrzo promaknut na više funkcije u tongoaškom Ministarstvu obrazovanja. 1988. godine je otišao na studij političkih znanosti na sveučilište Flinders u australskom Adelaideu. Tamo je 1991. diplomirao kao prvostupnik.

## Politička karijera
Tuʻivakanō je na izborima 1996. izabran kao predstavnik otoka Tongatapu. Od srpnja 2002. do 2004. bio je predsjednik tongaške Zakonodavne skupštine. U ožujku 2005. je imenovan ministrom rada dok mu je preustrojem u svibnju 2006. dodijeljeno Ministarstvo obuke, zaposlenja, mladeži i sporta.
Izborima iz 2010. Tuʻivakanō je ponovo postao predstavnikom otoka Tongatapu.

## Premijerska karijera
Na temelju tajnog glasovanja, lord Tuʻivakanō je 21. prosinca 2010. postao premijer Tonge. Nakon ustavnih reformi ovo je prvi puta da je premijera izabrao parlament, a ne monarh. Sadašnji premijer je dobio 14 glasova a njegov protukandidat ʻAkilisi Pohiva dva glasa manje. Lord Tuʻivakanō je svečanu prisegu dao dan nakon imenovanja. Dana 30. prosinca 2014. zamijenio ga je Akilisi Pohiva.